# 太平山県立自然公園 (栃木県)
太平山県立自然公園（おおひらさんけんりつしぜんこうえん）は、栃木県栃木市の太平山と晃石山を含む都道府県立自然公園。1955年（昭和30年）3月25日に県立自然公園として指定された。面積は1,079 ヘクタール。

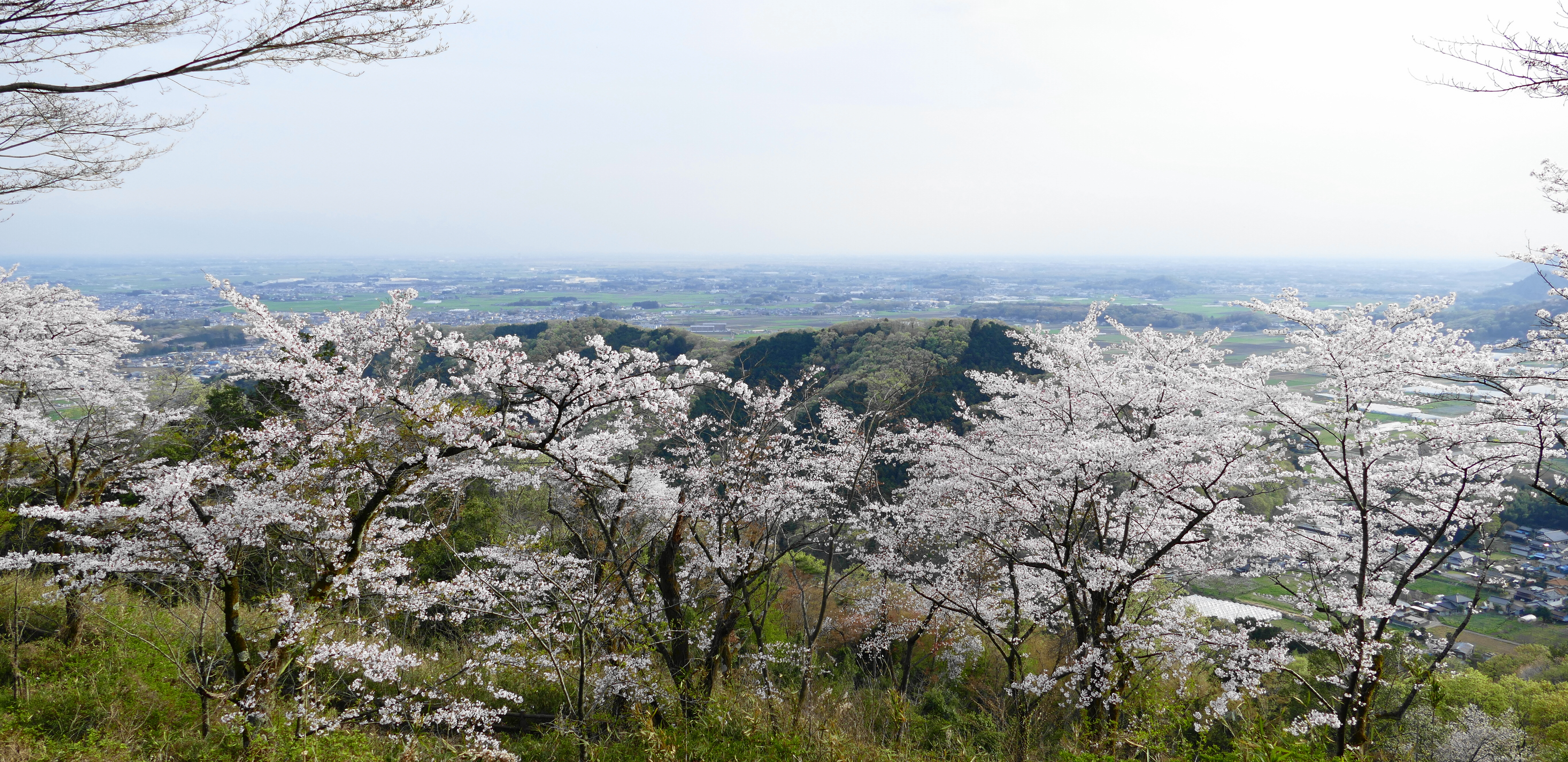
謙信平からの眺め

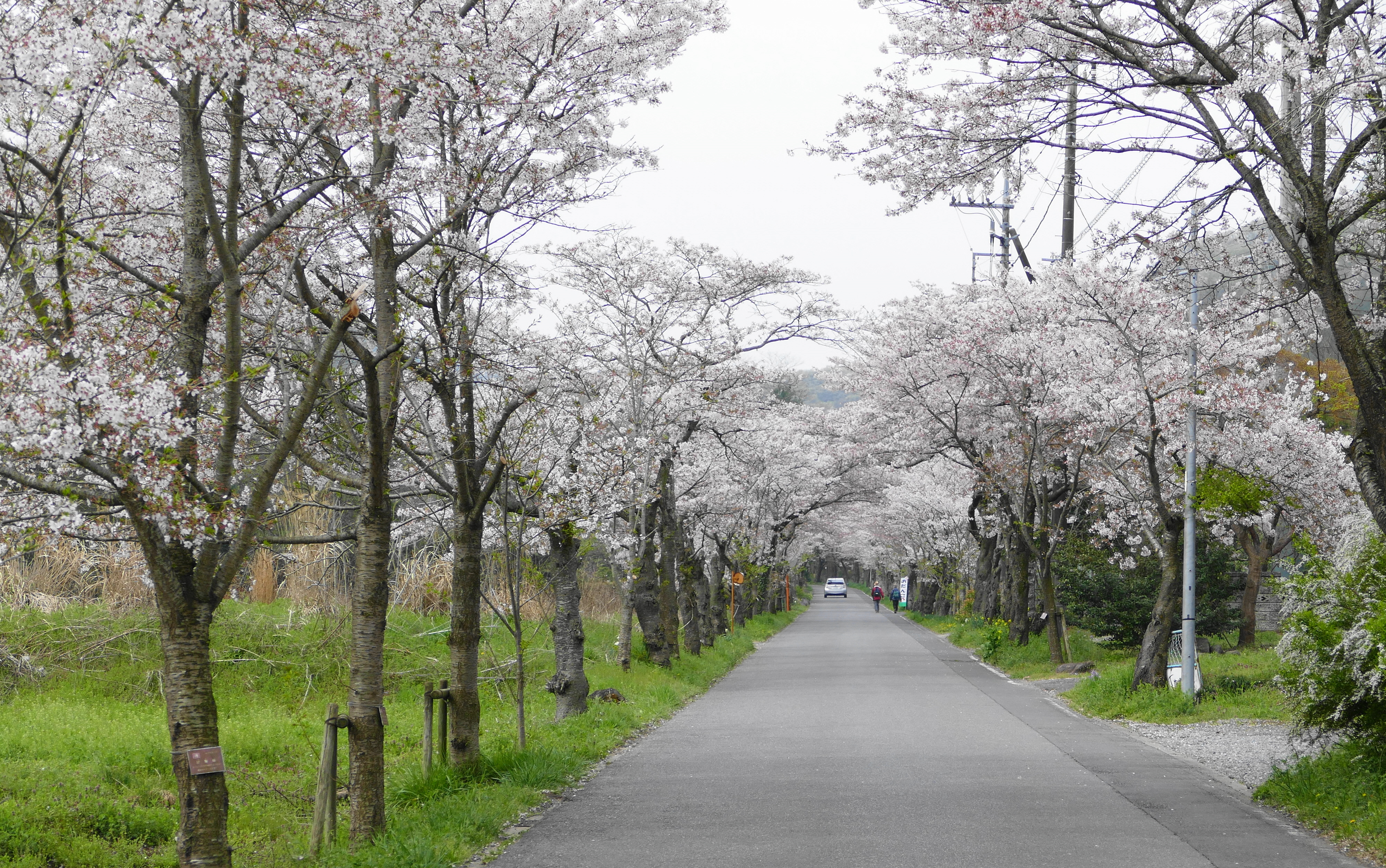
遊覧道路

## 見所
- 太平山神社
- 大中寺
- 謙信平
関東平野を一望できる。
- 太平山遊覧道路
4月には4,000本もの桜がトンネル状に咲き、日本さくら名所100選に選定されている。
当道路は年末年始（12月31日 -　翌年1月10日）および桜のシーズン（4月1日 - 4月20日）の間を除いて、22時‐翌朝4時までの深夜通行禁止となっている。

## 周辺観光
太平山と晃石山の麓には大平町ぶどう団地がある。

## 関係市町村
- 栃木市